# Бабиков, Станислав Геннадьевич
Станислав Геннадьевич Бабиков (31 марта 1934, Ржев, Тверская область — 5 мая 1977, Ашхабад) — советский художник. Живописец, график, публицист, сценограф. Занимался пластическими возможностями выразительности цвета, продолжатель идей русского сезаннизма. Участник неформальной туркменской группы «Семёрка». Член Союз художников СССР (1960). Лауреат 2 премии ВДНХ (1962) за оригинальность художественного решения («Сбор винограда», 1962). Лауреат Премии Ленинского комсомола Туркмении (24 марта 1979 (посмертно). Участник выставок республиканских (с 1954), всесоюзных (с 1955), зарубежных (с 1966), участник Biennale de Pari Архивная копия от 2 августа 2019 на Wayback Machine (1967). Автор статей об изобразительном искусстве. Персональные выставки: Бабиков: 1961, Ашхабад; 1964, Ашхабад; 1974, Ашхабад; 1979—1980, Москва; 1995 Ашхабад; 2008 Ашхабад (совместно с Г. Ф. Бабиковым).
«Бабиков — мастер в передаче состояний. В его картинах нет навязчивой сюжетики, но у него нет и полного отвлечения от темы в сторону чистой живописности…На твоих глазах происходит таинство превращения сочных или уплощенных мазков в вещественную реальность — и делается это без всякой иллюзорной имитации, а лишь путем пробуждения определённых ассоциаций, созданием реальности в своей жизненной определённости атмосферы.»
Юрий Яковлевич Халаминский
автор монографий о В. А. Фаворском, М. Б. Грекове, А. В. Кокоринове, Е. А. Кибрике, Д. А. Шмаринове и др. ( Цит. по кн.: Ю. Халаминский. Станислав Бабиков.- М. Советский художник. 1976). 

## Биография
Станислав Бабиков родился 31 марта 1934 года во Ржеве в семье художника, мастера пейзажа и натюрморта, основателя жанра туркменского индустриального пейзажа Геннадия Бабикова (1911, Раненбург—1993, Ашхабад), семья переехала в Ашхабад осенью 1934 году.
С раннего возраста Станислав занимался живописью, от отца получив углублённые понятия о технике и технологии живописи. По настоянию отца Станислав поступил в ленинградскую СХШ (1948—1953), в которой учился вместе с Егошиным Г. П. «Несомненно благотворное влияние на формирование не только его творческих интересов, но и мастерства, оказал отец — Геннадий Фёдорович Бабиков, известный в республике мастер пейзажа и натюрморта. Он учился у И. Машкова, но, восприняв у своего учителя любовь к изображению предметного мира, не подражал его стилистическим и формальным приёмам»( Г. И. Саурова.

### Года учёбы в ЛИЖСА (1953—1959)
Станислав Бабиков окончил институт имени И. Репина, мастерскую Иосифа Александровича Серебряного (1953—1959). Дипломная работа «В перерыв».
Время учёбы в Ленинграде совпало с первыми выставками в СССР П. Сезанна, импрессионистов, постимпрессионистов, В.Ван Гога, П. Гогена, П. Пикассо, показом полного творчества В. А. Серова, М. А. Врубеля, художников Бубнового валета, что повлияло на формирование его художественного видения. «Очень трудно вырваться из серовского плена, но попасть в этот плен необходимо. Вооружённые им, Серовым, мы поняли и старых, и новейших художников, любили Кончаловского, возвращались к Сурикову, „открывали“ импрессионистов и Эль Греко, Пикассо, Ван Гога, Рублёва».Станислав Бабиков.( Цит. по: С. Бабиков. Возвращение к Серову. /Туркменская искра/ 19 января 1965). Особенно близкими мироощущению Бабикова стали Кончаловский, Машков, Сарьян.
Молодые художники, студенты и недавние выпускники ленинградских ВУЗов качественно повлияли на уровень весенних и осенних весенних и осенних выставок ЛССХ середины 1950-х годов. Бабиков принял участие в 1955 году в выставке 4 художников в Ленинградской консерватории имени Н. А. Римского-Корсакова. Г. И. Саурова, известный туркменский искусствовед, писала: «Вспоминается и выставка 4-х студентов института им. Репина в Ленинградской консерватории и на ней — несколько этюдов С. Бабикова… Решённые в несколько условной фиолетовой гамме, они привлекли внимание своеобразием живописного видения. Их отличала колористическая цельность, сочность и экспрессия цвета и подчёркнутая материальность всего изображаемого»
В 1956 году, будучи студентом четвёртого курса, Бабиков участвовал в крупнейшей выставке 50-х годов в Ленинграде — Осенней выставке произведений ленинградских художников в ЛССХ. См.: Каталог выставки. 1956. ЛССХ. Ленинград).

В институте С. Бабиков учился в одно время с Иззатом Клычевым, бывшим тогда в творческой мастерской А. М. Герасимова. Станислав стал автором- составителем персонального альбома И. Н. Клычева Спустя почти двадцать лет после ухода Станислава, И. Н. Клычев рассуждал о нём после открытия персональной юбилейной выставке Бабикова, в беседе с известным туркменским журналистом Икаром Ростиславовичем Пасевьевым
«Я помню Стасика ещё совсем мальчиком — щупленьким, невзрачным, когда он учился в художественной школе Ленинграда, а я был студентом института живописи, скульптуры и архитектуры им. И. Репина, который он также закончил позже. Тогда было трудно вообразить, что из этого паренька вырастет такой талантливый художник, — сказал мне народный художник СССР, академик живописи Иззат Клычев — Понимаешь, в мире поэзии, музыки, живописи есть просто поэты, композиторы, художники, и есть вершины. Как живописец Стасик исключительно талантлив, он — вершина».
Иззат Клычев

(Цит. по: И. Пасевьев. Мы живем много жизней/ Вечерний Ашхабад/ 4 декабря 1995).
После института Станислав Бабиков уехал в Ашхабад. Туркмения стала для художника второй родиной. Сухой жёсткий воздух Средней Азии рождает особый яркий колорит, что благотворно сказалось на формировании его стилистической манеры. Известный советский искусствовед, куратор изобразительного искусства Средней Азии в структуре правления СХ СССР, М. Н. Халаминская, увидев особенности рано сформированного авторского видения, писала: «Незаурядный живописный дар, проявившейся в ряде последних полотен молодого художника, обещает яркий расцвет его творчества. С. Бабиков удивительно чуток к красоте окружающего мира. Он умеет любоваться ослепительным солнцем, струящимся сквозь листья деревьев и заставлять пламенеть национальные красные платья женщин („Колхозная пасека“), и мокрыми мостовыми города, потемневшими от влаги деревьями („Осень. Дождь“), и весомой тяжестью подвижных волн, бьющихся у стояков эстакады („Эстакада“), и горделивой грацией туркменских женщин („Сбор винограда“). В картинах С. Бабикова, как правило, нет внешней динамики действия, они наполнены внутренним движением жизни».

### «Оттепель» и «суровый стиль»
Начало творческой деятельности Бабикова совпало с «оттепелью». «Суровый стиль» не стал для Бабикова главенствующим. Художник, увлёкшись внешними приёмами и героической тематикой: «В старой ковровой мастерской» (1960, Восточно-Казахстанский областной музей изобразительных искусств имени семьи Невзоровых. Казахстан); «Сбор винограда» (1962, 2 премия ВДНХ, 1962), «Нефтяная эстакада Челекена» (1961); «Нефтяник из Котур-Тепе. Портрет диспетчера Н. Тойджанова» (1963); «Портрет мастера промысла Р. Аллахвердиева» (1963); «Буровая в песках» (1963); «Нефтяники Челекена. (Завтра снова будет солнце)» (1963—1964) Архивная копия от 30 августа 2019 на Wayback Machine Известный российский журналист Дмитрий Герасимович Горбунцов Архивная копия от 30 августа 2019 на Wayback Machine  Архивная копия от 14 августа 2019 на Wayback Machine размышлял о начале творческого пути художника: «А когда после окончания вуза возвратился в родной Ашхабад, именно он, Станислав Бабиков, становится главным закоперщиком той „революции“ против застывших, кондовых, трафаретных произведений здешних „столпов“ ложного понятого соцреализма, которую свершили своими работами приехавшие в республику его ровесники, молодые выпускники столичных художественных вузов. Да так быстро, что вскоре о „современной туркменской школе живописи“ и её молодых представителях заговорили и в Москве, и в Ленинграде, Минске, Киеве, Вильнюсе. А чуть позже — и в остальном мире,… теперь за рубежом узнали, а многие и полюбили с первого взгляда, самобытное искусство Станислава Бабикова.» (< Д.Горбунцов. В поисках радости. Завтра снова будет солнце. /Нефть России/ № 3/ март 2004/). Архивная копия от 14 августа 2019 на Wayback Machine
«Произведение не рождается для того только, чтобы просто воспроизвести те предметы, которые мы видим. Нам не нужно этого. Нам нужно, чтобы то, что изображалось, помогло нам понять жизнь. Мало знать на словах, что весна — это волнение и радость, что война — это горе. Нужно прочувствовать это в жизни с помощью произведений искусства. Мы живем не одну жизнь. Мы живем много жизней — и эти жизни дает нам искусство».
Станислав Бабиков

(Цит. по: Г. Саурова, вступ. ст. к кат. персональной выставки С. Бабикова. СХ ТССР. Музей изобразительных искусств ТССР. 1974. С. 12).

### Контекст эпохи: обвинение в формализме
1 декабря 1962 года в Москве в Манеже открылась выставка, посвящённая 30 лет МОСХа. На её открытие пришли руководители государства во главе с Н. С. Хрущёвым. Эта выставка имела огромное значение для всей культурной жизни СССР, драматически отразившись на биографиях художников, мыслящих свободно, в том числе и С. Бабикова. После выставки было опубликована речь Н. С. Хрущева: Н. С. Хрущев. Высокое призвание советского искусства / Правда / 2 декабря 1962/. Эксперименты с цветом С. Бабикова, понимание пластического мотива как способа выражения эмоционального состояния посредством цвета, выходили за рамки социалистического реализма.
В том же 1962 году новаторская живопись 28-летнего художника получила первое серьёзное всесоюзное признание — картина «Сбор винограда» была удостоена 2 премии на Всесоюзной выставке в ВДНХ за оригинальность художественного решения: «В 1962 году С. Бабиков завершает картину „Сбор винограда“, экспонировавшуюся в этом же году на Всесоюзной выставке произведений молодых художников и особо отмеченную жюри выставки. Это произведение является шагом вперед в развитии мастерства художника».

### Проблемы колорита и цвета
Неформальные поиски художника в цвете отмечены искусствоведом, куратором Кистович-Гиртбан: «Станислав Бабиков, один из самых ярких среднеазиатских европейцев-шестидесятников, сегодня не столько забыт, сколько ещё не открыт по сути. Этот художник — истинный сын XX века, а потому слишком интернационален, чтобы считаться русским, туркменским или советским. Наследие его никак не вписывается в такие определения, ведь это продукт глобального духовного синтеза двух культур».
— Ирен Кистович-Гиртбан,

историк искусства, художник, куратор
Основная линия искусства С. Бабикова связана с развитием возможностей цвета, как основного средства пластической выразительности картины,

авторского прочтения идей русского сезаннизма. Этому способствовал и собственный метод письма без предварительного эскиза техникой ала-прима. Живопись Бабикова материальна, ему важен сам предмет изображения. «Три года назад Музей изобразительных искусств Туркменистана организовал небольшую ретроспективную выставку художника. Никогда не забуду ощущения, охватившего меня на той июньской выставке. Вне времени, вне пространства появилось чувство необъяснимой лёгкости, свежести. Цельно, ярко, эмоционально и выверено звучала симфония цвета. Рождалось чудо соприкосновения с большим искусством, выходящим за привычные рамки. Особенно потряс „Сбор абрикосов“. Рафинированность открытого цвета в сочетании со сдержанной мощью таланта властно брали в свой очаровательный плен. Не могу сравнить ни с чем его оранжевый в сочетании с лимонным. Как впервые увиденная „живьём“ на выставке в Москве „Гранатовая чайхана“ Александра Волкова, так и „Абрикосы“ Станислава рождали ощущение космогоничности». Так писала о нём искусствовед И. Кистович-Гиртбан. Архивная копия от 13 сентября 2016 на Wayback Machine Бабиков не уходил в сторону чистого авангарда, хотя у него были экспериментальные полотна, его интересовала особая материальность предмета как самоценности этого мира. 
«Как-то спорили об искусстве. Стасик человек сдержанный был, а тут не выдержал и сказал: „Да я завтра веник напишу и будет художественная вещь“. И написал „Кирпичи на стуле“. С выставок не сходила эта работа. Кирпич, веник, бутылочка с лаком — то, что изображено на картине — для художника это объекты познания».
Какаджан Оразнепесов
 Цит. по: К. Оразнепесов: «Родом из детства». Автобиография. Запись и литературная обработка И. Кистович. В кн.: И.Кистович-Гиртбан. Вкус солнца. Какаджан Оразнепесов. Киев. 2009. С. 78.
С. Бабиков со студенчества увлёкся театром. В 60-х годах занимался сценографией совместно с учеником А. В. Эфроса известным туркменский театральный режиссёр Ренатом Исмаиловым Архивная копия от 4 сентября 2019 на Wayback Machine, руководившим и театральной студией, которую посещал Леонид Филатов, посвятивший стихотворение С. Бабикову. Кисти художника принадлежат ряд портретов артистов театра, полотно «Рождение балета», на котором изображён репетиционный процесс с участием артистов балета туркменского театра оперы и балета А. А. Пурсиянова Архивная копия от 2 октября 2019 на Wayback Machine и Г. Мусаевой (1969). В последний год жизни он создал портреты известных деятелей искусства Туркмении: «Портрет кинорежиссёра Ходжакули Нарлиева» и «Портрет народной артистки СССР М. Шахбердыевой» (1977) Музей изобразительных искусств Туркмении.

## 5 биеннале молодых художников: хроника событий
3 сентября по 30 ноября 1967 года в Музее современного искусства Парижа  Архивная копия от 24 декабря 2018 на Wayback MachineMusée d’Art Moderne de la Ville de Paris  Архивная копия от 30 августа 2018 на Wayback Machine проводится V биеннале молодых художников в Париже (V Biennale de Paris Архивная копия от 2 августа 2019 на Wayback Machine) Архивная копия от 2 августа 2019 на Wayback Machine  Архивная копия от 2 августа 2019 на Wayback Machine. Биеннале основано в 1959 году министром культуры Франции Андре Мальро. Комиссар V Биеннале журналист и искусствовед Жорж Будай (Georges Boudaille). Для участия в V Биеннале от СССР от Союза художников СССР выбраны В. Е. Попков, С. Г. Бабиков. Виктор Попков награждён почётным дипломом парижской Биеннале за три картины: «Бригада отдыхает», «Полдень», «Двое». (Виктор Ефимович Попков Архивная копия от 5 сентября 2019 на Wayback Machine. Цит. по: П. Козоренко. Виктор Попков. — Фонд Филатова. — Москва: АРТ, 2012. — ISBN 978-5-91966-013-2). Бабиков Станислав Геннадьевич представил на Биеннале полотна «Сбор винограда»; «Эстакада», «Осень в Ашхабаде». (все — Музей изобразительных искусств Туркмении Цит. по: С. Бабиков. В кн.: ГТГ. Каталог собрания. Живопись 2 половины XX века. Т.7. Книга первая. С. 75;. О. Байгельдыев: Во Францию на выставку. «Туркменская искра». 21 июня 1967).

## ГруппаСемёрка
Неформальное художественное объединение туркменских художников (1971—1987). Группа стремилась найти новые средства пластического

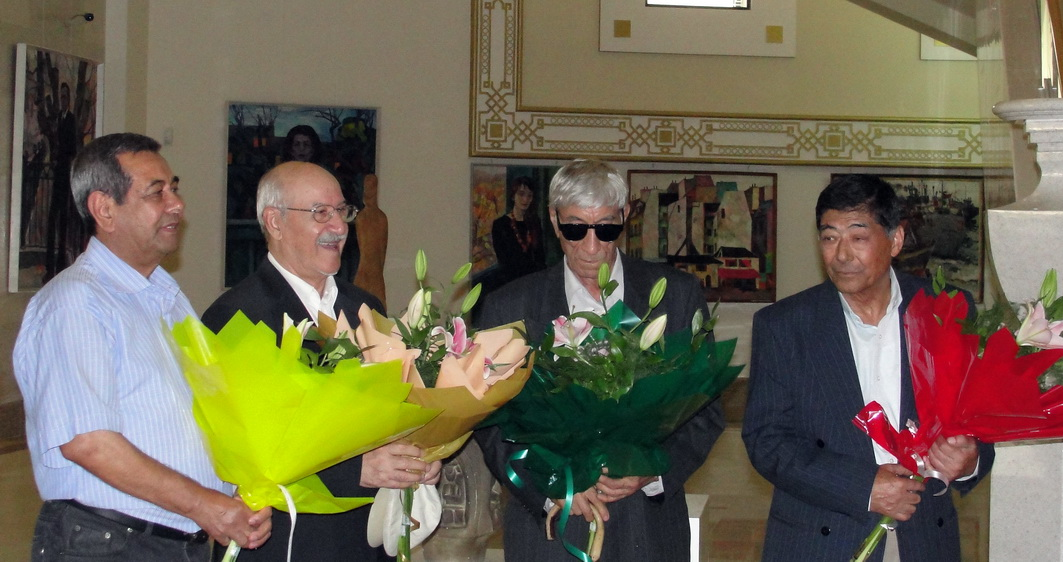
Вернисаж выставки «Семёрка». Д. Байрамов, К. Бекмурадов, Ч. Амангельдыев и Ш. Акмухаммедов на фоне картин С. Бабикова. Музей изобразительных искусств Туркмении. 2009.

выражения, создать своё лицо. В основе творчества лежал синтез национальных элементов декоративно-прикладного искусства, западного модернизма. В группы входили выпускники ВУЗов Москвы и Ленинграда: сценограф Шаджан Акмухаммедов (1933—2012), живописец Станислав Бабиков (1934—1977); художник кино Кульназар Бекмурадов (1934—2017), живописец Мамедов Мамед Мамед Мамедов (1938—1985), живописец Чары Амангельдыев (1934—2019); живописец Дурды Байрамов, вышедший из группы в 1972 году (1934—2014), скульптор Джума Джумадурды (1933—1998). Они были учениками Курилко-Рюмина М. М., Мочальского Д. К., Серебряного И. А., Мясникова Г. А., Моисеенко Е. Е., Жилинского Д. Д., туркменского скульптора Алексея Щетинина. Несколько иные интересы в искусстве выделяют С. Бабикова, выявляя его стремление передать впечатление от натуры, что делает его продолжателем идей русского сезаннизма. Станислав Бабиков был приглашён в группу перед первой выставкой будущих членов «Семёрки» «На туркменской земле» (1971, Ашхабад) Кульназаром Бекмурадовым и Шаджаном Акмухаммедовым. В группе царил дух творческого соревнования.

## Поездки
Первая поездка за границу состоялась в 1963 году в Индию. В 1964 году он представил публике выставку «Лица Индии». Полотна «Бомбей. Носильщики», «Мадрас», «Индианка. Миссис Сина», «Вечер» были закуплены Союзом художников СССР, Министерством культуры СССР, Музеем изобразительных искусств Туркмении. В одной из поездок по Англии С. Бабиков был приглашён к Генри Муру. Искусствовед, куратор, художник И. Кистович писала: «..во время поездки в Англию Станислав был представлен Генри Муру. Прославленному скульптору, женатому на русской, был интересен художник из Союза. Посмотрев внимательно работы Бабикова (это были парижские этюды), он сказал: „Вы должны быть богатым человеком. Это очень сильная живопись“.» (. Цит. по: И. Кистович. Туркменская «Семёрка». Размышление об уходящем. В жур./ Сибирские огни/ № 5/1/ 2010). Архивная копия от 13 сентября 2016 на Wayback Machine
Поездки: 1963 — Индия; 1965 — Австрия; 1966 — Алжир; 1966 — Сенегал; 1966 — Мальта; 1966 — Италия; 1966 — Турция; 1967 — Франция; 1968 — Франция; 1970 — ГДР; 1971 — Франция; 1971 — Англия; 1973 — Германия; 1974 — Турция; 1976 — Италия.
«Даже из заграничных поездок, будь то Марокко или Франция, Бабиков привозит впечатления как будто не о главном — там пестрота извозчичьих пролеток, здесь какая-то палатка, приютившаяся в каменной тени моста, построенного ещё во времена Людовиков. Но и здесь, и там чувствуешь состояние — или знойность юга или сырую прохладу парижских набережных».
Юрий Яковлевич Халаминский
(Цит. по: Ю. Я. Халаминский. Станислав Бабиков. Серия «Новые имена». М. — Советский художник. 1976. С. 7).

## Смерть
Утром 1 мая 1977 года в собственной студии у художника случился инсульт. Он был госпитализирован. Станислав Бабиков умер 5 мая 1977 года. Похоронен С. Г. Бабиков на Ватутинском кладбище г. Ашхабада рядом со своим отцом Г. Ф. Бабиковым (1911—1993).

### Скульптура
Бюст художника — тонкий, проникновенный, лиричный образ сделан скульптором, народным художником Туркменистана, выпускником МГАХИ имени Сурикова, творческой мастерской М. Ф. Бабурина Сарагтом Бабаевичем Бабаевым Архивная копия от 28 августа 2019 на Wayback Machine. Бюст был установлен во внутреннем дворе СХ Туркменистана. Ашхабад.

### Живопись
- С. Бабиков запечатлён на полотне заслуженного деятеля искусств Туркмении Оразнепесова Какаджана Оразнепесовича (1944—2006) «Семёрка», коллективном портрете группы. Работа над полотном началась при жизни Станислава в 1976 году и была закончена через полгода после его смерти в конце 1977 года. Музей изобразительных искусств Туркмении, постоянная экспозиция. Оразнепесов был свидетелем создания программного полотна С. Бабикова «Игра в мяч. (Апрельские девушки)». Он жил в одном номере со Станиславом в Сенеже (дом творчества), и видел процесс рождения этого полотна. См.: К. Оразнепесов. Автобиография. В кн. И. Кистович «Вкус солнца. Какаджан Оразнепесов»[24].
- Портрет «Станислав Бабиков» создан в память о Семёрке в 2015—2016 годах Бекмурадовым Кульназаром Бекмурадовичем (1934—2017). Впервые экспонировался на юбилейной и последней выставке К. Б. Бекмурадова, посвящённой его 80-летию, состоявшейся в апреле 2016 года в Выставочном зале СХ Туркменистана.

### Искусствоведение
Исследованию творчества С. Бабикова много работ посвятила искусствовед, художник, ученица Г. Ф. Бабикова Ирен Кистович-Гиртбан.
- Ирен Кистович-Гиртбан. «Туркменская „Семёрка“. Размышление об уходящем» Архивная копия от 13 сентября 2016 на Wayback Machine. Глава: Рейс 704. Ашхабад — Москва. Журнал «Сибирские огни». 2010. № 5/1
- Ирен Кистович-Гиртбан. 2006 «Станислав Бабиков: симфония цвета». Международный ежегодник «Культурные ценности» Архивная копия от 12 апреля 2021 на Wayback Machine. 2004—2006. Центральная Азия в прошлом и настоящем. Санкт-Петербург. Филологический факультет Санкт-Петербургского Государственного университета, Изд. 2008. С. 84—94. (рус.)

## Наиболее известные произведения
- «Зимние виноградники», 1960. Музей изобразительных искусств Туркмении
- «В старой ковровой мастерской». 1960. Восточно-Казахстанский областной музей изобразительных искусств имени семьи Невзоровых. Семей. Казахстан
- «Сбор винограда», 1962. Музей изобразительных искусств Туркмении
- «Нефтяники Челекена. (Завтра снова будет солнце)», 1963—1964. Музей изобразительных искусств Туркмении
- «Старый Париж», 1968. Музей изобразительных искусств Туркмении
- «Игра в мяч. Апрельские девушки». 1970. Музей изобразительных искусств Туркмении
- «В Туркмении». 1970. Музей Востока. Москва
- «Рыбаки Каспия (Ночной лов кильки)», 1969—1970. Х., м. Государственная Третьяковская галерея
- «Кирпичи на стуле». 197. Частное собрание.
- «У рыбаков Каспия». 1972—1973. Союз художников СССР
- «Ранняя осень в тугаях Амударьи». 1972. Союз художников СССР
- «Амударьинские тугаи». 1972. Государственная Третьяковская галерея
- «Сбор абрикосов», 1974. Музей изобразительных искусств Туркмении
- «Игра в мяч. Апрельские девушки» (1971). Музей изобразительных искусств Туркмении имени Сапармурата Туркменбаши Великого
- «Портрет кинорежиссёра Ходжакули Нарлиева» (1977). Музей изобразительных искусств Туркмении имени Сапармурата Туркменбаши Великого

## Основные выставки
Член СХ СССР с 1960 года. Выставочную деятельность начал с 1954 года.
1954 — Республиканская художественная выставка, посвящённая 30-летию образования Советского Туркменистана. Ашхабад;
1955 — Выставка 4 художников. Ленинградская консерватория имени Н. А. Римского-Корсакова. Ленинград;
1955 — Выставка изобразительного искусства и народного творчества ТССР. Ашхабад — Москва;
1956 — Осенняя выставка произведений ленинградских художников. ЛССХ. Ленинград;
1957 — Республиканская художественная выставка, посвящённая 40-й годовщине Великой Октябрьской социалистической революции. Ашхабад;
1961 — Всесоюзная художественная выставка, посвящённая XXII съезду КПСС. Москва;
1961 — Персональная выставка. Ашхабад.
1962 — Всесоюзная художественная выставка. ВДНХ. Москва;
1963 — Выставка «Люди, пески, нефть». Ашхабад;
1964 — Передвижная всесоюзная выставка изобразительного искусства Туркменской ССР;
1964 — «Станислав Бабиков. Лица Индии. Живопись. Графика». Персональная выставка. Ашхабад.
1965 — Всесоюзная художественная выставка ВДНХ. Москва;
1966 — Выставка советских художников. Польша.
1967 — Всесоюзная юбилейная художественная выставка, посвящённая 50-летию Великой Октябрьской социалистической революции. Москва;
1967 — V Всемирная выставка молодых художников. Музей современного искусства (Париж). Франция;
1968 — Всесоюзная художественная выставка «50 лет ВЛКСМ». Москва;
1969 — Международная передвижная выставка советских художников;
1970 — Всесоюзная художественная выставка, посвящённой 100-ю со дня рождения В. И. Ленина. Москва;
1970 — Всесоюзная художественная выставка «25 лет Победы Советского Союза в Великой Отечественной войне».Москва;
1970 — Выставка «Физкультура и спорт». Ашхабад — Москва;
1971 — Выставка «На туркменской земле». Первая выставка группы Семёрка. Ашхабад;
1971 — «На земле Туркмении». Вторая выставка группы Семёрка. Музей Востока. Москва;
1972 — Всесоюзная выставка произведений художников Средней Азии и Казахстана. Москва;
1972 — Всесоюзная выставка «СССР — наша Родина». Москва;
1972—1973 — Передвижная выставка «Средняя Азия и Казахстан». Бухарест, Прага, Берлин;
1974 — Выставка, посвящённая 50-летию образования ТССР и Компартии Туркменистана. ВДНХ. Москва;
1974 — «Станислав Бабиков. Живопись». Персональная выставка к 40-ю художника. Ашхабад.
1974 — Всесоюзная выставка портрета «Наш современник». Вильнюс. Минск;
1979―1980 — Посмертная персональная выставка художника. Союз художников СССР. Москва.
1995 — Юбилейная персональная выставка к 65-летию художника. Выставочный зал СХ Туркменистана. СХ ТССР. Ашхабад;
2008 — Персональная выставка Г. Ф. Бабикова и С. Г. Бабикова. Музей изобразительных искусств Туркмении. Ашхабад;
2009 — Выставка «Туркменская Семёрка». Музей изобразительных искусств Туркмении. Ашхабад;
2014 — Выставка «Мелодии туркменской души». Музей Востока. Москва.

## Избранные публикации С. Бабикова
1. Добрая встреча. — «Комсомолец Туркменистана», 1962, 3 июня;
2. Встреча с Индией. — «Комсомолец Туркменистана», 1963, 23 февраля;
3. Возвращение к Серову. — «Туркменская искра», 1965, 16 января;
4. Австрия, увиденная художником. — «Комсомолец Туркменистана», 1966, 13 января;
5. Светлый мир Фаворского. — «Туркменская искра», 1966, 15 июня;
6. Четыре дня в Дакаре. — «Туркменская искра», 1966, 15 июня;
7. Дорогами туриста. — «Комсомолец Туркменистана», 1966, 21 и 23 июня (о Гибралтаре, Мальте, Италии, Турции);
8. В раздумьях о родине. — Творчество (журнал), 1967, № 1;
9. Встреча со сказкой. — Книжное обозрение, 1967, 23 декабря;
10. Биеннале в осеннем Париже. — журнал «Ашхабад», 1968, № 1;
11. Счастье, даруемое Сарьяном. — «Туркменская искра», 1970, 1 августа;
12. С. Г. Бабиков. Иззат Клычев: люди Туркмении: альбом: — Москва: Сов. худ., 1974. — 31 с. Ил. — Б.ц.

## Награды
- 1962 — Лауреат 2 премии (за оригинальность, «Сбор винограда») на Всесоюзной выставки на ВДНХ. Москва;
- 1974 — Почётная грамота Совета Министров Туркм. ССР за персональную выставку, приуроченную к 40-летию художника. Ашхабад.
- 24 марта 1979 — Указ о присвоении С. Бабикову (посмертно) премии Ленинского комсомола Туркмении за картины: «У рыбаков Каспия» (1973, ГТГ), «Игра в мяч. Апрельские девушки» (1971), «Завтра снова будет солнце» (1964), «Портрет кинорежиссёра Ходжакули Нарлиева» (1977) (все полотна — Музей изобразительных искусств Туркмении).

## Музеи[что?]
- Государственная Третьяковская галерея. Москва.
- Музей Востока Москва;
- Дирекция выставок Союза художников. Москва;
- Художественный фонд СССР. Москва;
- Министерство культуры СССР. Москва;
- Восточно-Казахстанский областной музей изобразительных искусств имени семьи Невзоровых. Семей. Казахстан;
- Удмуртский республиканский музей изобразительных искусств. Ижевск. Россия;
- Союз художников СССР, передано Международная конфедерация Союзов художников (Конфедерация расформирована в 2017), в 2019 году передано Министерство культуры Российской Федерации и Росизо;
- Музей изобразительных искусств Туркмении. Ашхабад;
- Дирекция выставок Союза художников Туркменистана. Ашхабад;
- Художественный Фонд Туркмении. Ашхабад.
- Музей изобразительных искусств, Мары, Туркмения
- Музей изобразительных искусств, Туркменабат, Туркмения
- Музей изобразительных искусств, Балканабат, Туркмения
- Музей Института живописи, скульптуры и архитектуры имени И. Е. Репина Академии художеств Российской Федерации. СПб.
- Фонд Санкт-Петербургского государственного академического художественного лицея им. Б. В. Иогансона Российской академии художеств. (Ленинградской средней художественной школы). Санкт-Петербург.
- Работы художника находятся во многих частных собраниях мира.